# ガス糸
ガス糸（ガスいと）は、ガスまたは電熱によって細かい毛羽を焼いた糸である。

## 概要
ガス糸は、ガス火や電熱の中に糸を通過させて毛羽を焼いた糸のことで、細かい毛羽が焼かれているため、少々の光沢があり、手触りが良い。名前の由来は、ガスの炎に通すことから付いたもので、ガス糸の原料は主に綿糸(綿縫糸)を使用する。またガス糸は、裁縫・織物以外にもイカ釣りに使用されることがある。
なお、このガス糸を苛性ソーダの中を通過させるマーセライズを行うと、絹のような光沢を持つシルケット糸になる。